# 三尾青皮槭
三尾青皮槭（学名：Acer cappadocicum var. tricaudatum）是无患子科槭属青皮槭的变种。分布于中国大陆的甘肃、云南、四川、湖北、陕西等地，生长于海拔2,000米至2,800米的地区，一般生于林边和疏林中，目前尚未由人工引种栽培。

## 别名
裂叶青皮槭（中国树木分类学）